# محمدباقر آخوندی
محمدباقر آخوندی (متولد ۱۳۰۷ تبریز- فوت ۱۳۷۷ قم)نماینده معمم دوره دوم مجلس شورای اسلامی حوزه انتخابیه آذربایجان شرقی (شبستر) بود. تعداد آراء کسب شده توسط نامبرده 12٬۶۰۸ که ۵۶٫۹۰ درصد کل آراء ماخوذه بود.